# Juan Carlos Nájera
Juan Carlos Nájera Paguada (Manto, Olancho, Honduras, 29 de enero de 1989) es un futbolista hondureño. Juega de defensa y su actual equipo es el Alianza Becerra de la Liga de Ascenso de Honduras.

## Clubes
| Club            | País     | Año             |
| --------------- | -------- | --------------- |
| Juticalpa F. C. | Honduras | 2007 - 2015     |
| Alianza Becerra | Honduras | 2016 - Presente |

## Palmarés

### Campeonatos nacionales
| Título               | Club            | País     | Año  |
| -------------------- | --------------- | -------- | ---- |
| Clausura del Ascenso | Alianza Becerra | Honduras | 2016 |